# Ross McWhirter
Alan Ross McWhirter (Londra, 12 agosto 1925 – Londra, 27 novembre 1975) è stato uno scrittore, attivista e conduttore televisivo inglese, vittima di un'esecuzione sommaria da parte di esponenti dell'esercito repubblicano irlandese (Irish Republican Army - IRA) a causa della sua posizione politica.

## Biografia
McWhirter era il figlio minore di Margaret "Bunty" Williamson e William McWhirter, editore della Sunday Pictorial. Nel 1929, mentre William McWhirter stava fondando la Northcliffe Newspapers, la famiglia si trasferì a Broad Walk, Winchmore Hill. Come i suoi due fratelli, Ross McWhirter frequentò il Marlborough College e il Trinity College di Oxford. 
Chiamato alle armi durante la seconda guerra mondiale, tra il 1943 e il 1946 Ross, con il grado di Sub-lieutenant venne imbarcato a bordo di un dragamine nel Mediterraneo per la Royal Naval Reserve. Ross McWhirter e il suo fratello gemello Norris divennero giornalisti sportivi nel 1950. Nel 1951 pubblicarono Get to Your Marks e all'inizio di quell'anno avevano fondato un'agenzia per fornire fatti e cifre a Fleet Street. Nel 1954 i due fratelli accettarono di scrivere The Guinness Book of Records (Il Guinness dei primati), che fu stampato nell'agosto del 1955: in pochi mesi il libro scalò le classifiche del Regno Unito e i due divennero ospiti abituali dello show BBC Record Breakers, dove rispondevano alle domande del pubblico sui record presenti nel libro. 

### Attività politica e assassinio
Ross McWhirter era un componente del partito conservatore e si candidò alle elezioni generali del 1964 nel Regno Unito ma non fu eletto. In una pubblicazione per la salvaguardia del Paese, che presentò al governo, proponeva diverse restrizioni da applicare ai membri della comunità irlandese che si recavano in Gran Bretagna, come l'obbligo di registrarsi la polizia e fornire le proprie fotografie firmate quando affittavano appartamenti o prenotavano in alberghi e ostelli. Inoltre McWhirter offrì una ricompensa di 50000 sterline per ottenere informazioni su attentati che erano stati rivendicati dal gruppo Balcombe Street Gang, facente parte dell'esercito repubblicano irlandese (IRA). Le informazioni così ottenute portarono a diversi arresti.
Il 27 novembre 1975 alle 18:45, Harry Duggan e Hugh Doherty, entrambi membri della Balcombe Street Gang, attesero fuori dalla casa di Ross McWhirter il ritorno di sua moglie, Rosemary e le intimarono di consegnare loro le chiavi di casa. La donna ubbidì, poi, spaventata, suonò il campanello e quando il marito le aprì si trovò di fronte Duggan che gli sparò colpendolo all'addome e alla testa. McWhirter fu trasportato al Chase Farm Hospital dove ne fu accertata la morte. I due attentatori furono arrestati e accusati di altri nove omicidi. Condannati all'ergastolo, furono liberati nel 1999 in base all'accordo del Venerdì Santo. 
Dopo l'omicidio, Norris McWhirter, insieme a John Gouriet, fondò la National Association for Freedom (che divenne in seguito The Freedom Association).

## Opere (parziale)
Ross was right. The McWhirter file. The Queen betrayed - and the nation sold into captivity. Marking Magna Carta 800, The Covenant Publishing Co. Ltd, 2014.

### Con Norris McWhirter
- Il guinness del primati (pubblicazione annuale, I edizione in italiano Milano, Mondadori, pubblicata da Natale Giardino, 1967, prima edizione in inglese The Guinness Book of Records, Guinness Superlatives Ltd, 1955.
- A short history of world, Commonwealth, European, and British athletics, Kaye, 1951.
- Get to your marks. A supplement, being a list of qualifying perfomances for 1951 and newly discovered performances, Kaye, 1951, ristampa 1952.
- Get on your marks! A short history of world, Commonwealth, European and British athletics, Sportsman's Book Club, 1952.
- Great moments in sport. A pictorial record of events that made headlines, Vernons Pools, 1968.

### Con altri autori
- Ross McWhirter e Andrew Noble, Centenary history of Oxford University Rugby Football Club, Oxford University Rugby Football Club, 1969
- Ralph Harris e Ross McWhirter, Defence of freedom in an age of subversion. The Ross McWhirter memorial essays

### Annotazioni
1. ↑  Grado equivalente al sottotenente di vascello nella Regia Marina, poi Marina Militare italiana.

### Fonti
1. ↑   Ayrshire Notes (PDF), su ayrshirehistory.org.uk.
2. ↑   Norris McWhirter - A Short Biogr, su norrismcwhirter.com. URL consultato il 29 novembre 2018.
3. ↑  (EN) Adam Lusher, Crunch time in my attempt at Guinness World Records glory, 21 novembre 2004. URL consultato il 29 novembre 2018.
4. ↑  (EN) Record Breakers' McWhirter dies, 20 aprile 2004. URL consultato il 29 novembre 2018.
5. 1 2  (EN) Steve Moysey, The Road to Balcombe Street: The IRA Reign of Terror in London, Routledge, 19 novembre 2013, ISBN 9781317856078. URL consultato il 29 novembre 2018.
6. 1 2  (EN) John Gouriet, 13 settembre 2010. URL consultato il 29 novembre 2018.
7. ↑  (EN) 1975: Balcombe Street siege ends, 12 dicembre 1975. URL consultato il 29 novembre 2018.